# Secondo palazzo di Christiansborg
Il secondo palazzo di Christiansborg a Copenaghen, in Danimarca, venne costruito sull'isola di Slotsholmen come nuova residenza dei monarchi danesi dal 1803 al 1828 al posto del Primo palazzo di Christiansborg che era stato distrutto da un incendio nel 1794. Il nuovo palazzo venne costruito sulle rovine del suo predecessore e disegnato dall'architetto reale, Christian Frederik Hansen. Al tempo del completamento della struttura, re Federico VI si era ormai ambientato nella sua residenza temporanea del Palazzo di Amalienborg e non desiderò più vivere al palazzo reale usato dai suoi predecessori, utilizzandolo solo di rado e per occasioni ufficiali. A palazzo venne accolto pertanto il parlamento e altri servizi amministrativi dello stato. Federico VII fu l'unico monarca a vivere nel palazzo tra il 1852 ed il 1863.

## Storia

### La costruzione del nuovo palazzo d Christiansborg
Dopo l'incendio del 1794, la famiglia reale inizialmente prese residenza temporanea al Castello di Rosenborg e successivamente si trasferì al Palazzo di Amalienborg. Christian Frederik Hansen, sino a quel momento architetto ad Altona, presso Amburgo, in Germania, venne chiamato in Danimarca per far sorgere un nuovo palazzo reale. La costruzione iniziò nel 1803 ma venne rallentata dalle continue difficoltà del tempo e dalle Guerre napoleoniche che portarono alla bancarotta nazionale nel 1813.

### La breve vita del nuovo palazzo reale

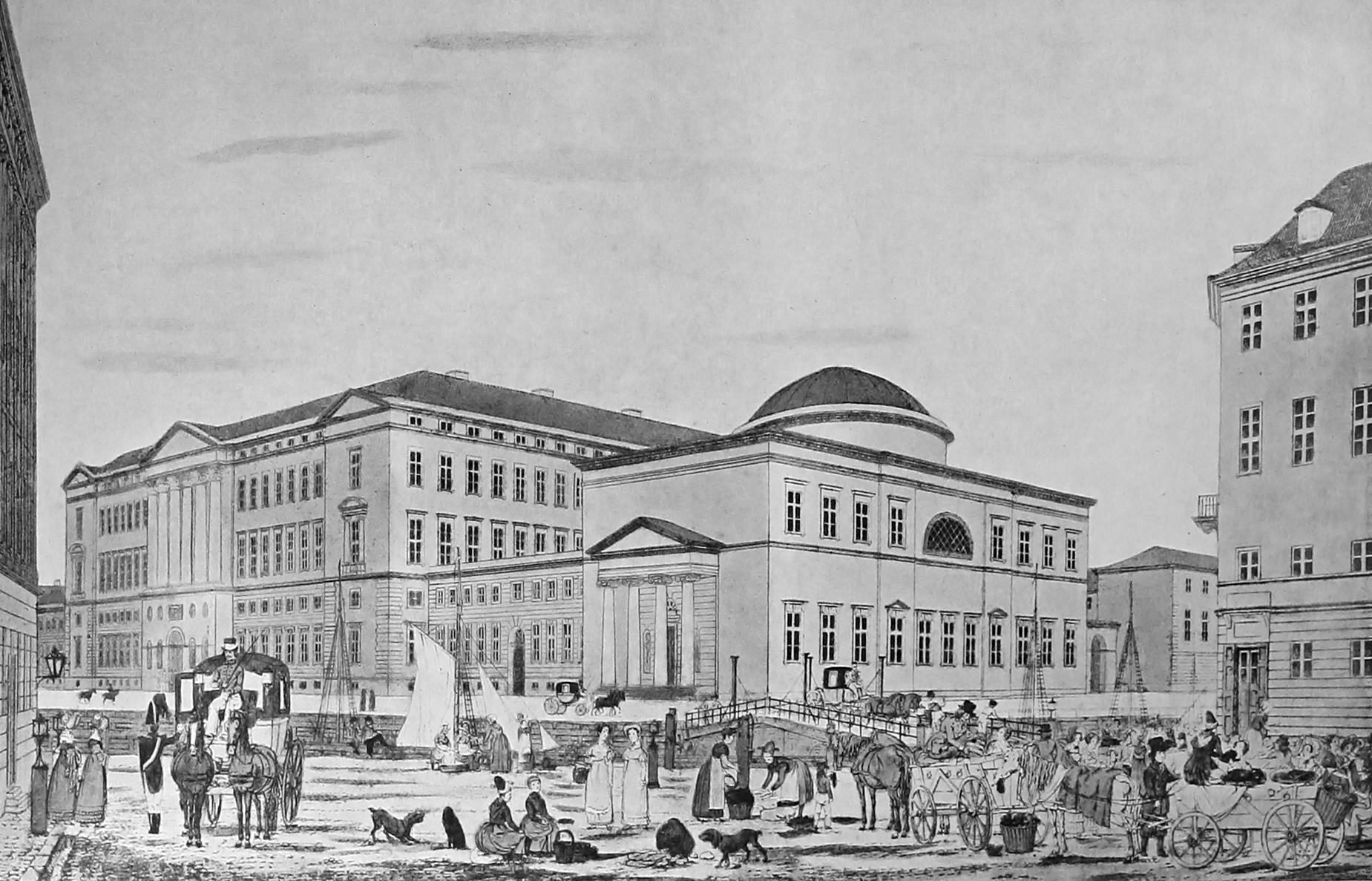
Il palazzo di Christiansborg nel 1837 con la cappella neoclassica in primo piano

All'epoca del completamento del palazzo, re Federico VI si era ambientato molto bene nella sua nuova residenza di Amalienborg ed aveva preso la decisione di non prendere più residenza nel nuovo palazzo, bensì di usarlo per i ricevimenti ufficiali e per le rappresentazioni teatrali. Il suo successore, Federico VII fu l'unico monarca ad abitarvi stabilmente dal 1852 al 1863.
Christiansborg fu però in questo periodo dopo il suo completamento la sede dei principali eventi che portarono alla transizione da una monarchia assoluta ad una costituzionale nel 1849. Dopo che una grande folla si era accalcata presso i cancelli del palazzo nel marzo del 1848, venne approvata il 5 giugno dell'anno successivo la Costituzione di Danimarca. Il re cedette alcuni appartamenti all'uso del nuovo parlamento, il Rigsdagen, che dal gennaio del 1850 tenne le sue sessioni nell'area dove attualmente si riunisce il Folketinget (consiglio di stato).

### L'incendio del 1884
Il secondo palazzo di Christiansborg bruciò completamente nell'ottobre del 1884, danni da cui si salvarono invece la cappella, le ali laterali, il teatro di corte ed i padiglioni d'ingresso che appartenevano già al complesso bruciato nel primo incendio del 1794 che aveva distrutto il primo palazzo.
Il terzo ed attuale palazzo venne costruito tra il 1907 ed il 1928 da Thorvald Jørgensen in stile neobarocco.

## Architettura
Il secondo palazzo di Christiansborg venne disegnato in stile impero francese. Esso venne costruito sulle fondamenta del suo predecessore, con la differenza che la grande torre d'ingresso e la Grande Sala non vennero ricostruiti per lasciare invece spazio ad un colonnato.